# Selysia smithii
Selysia smithii là một loài thực vật có hoa trong họ Cucurbitaceae. Loài này được (Standl.) C. Jeffrey miêu tả khoa học đầu tiên năm 1971.